# Geolycosa kijabica
Geolycosa kijabica là một loài nhện trong họ Lycosidae.
Loài này thuộc chi Geolycosa. Geolycosa kijabica được Embrik Strand miêu tả năm 1916.